# Площадь Белы Куна
Площадь Бе́лы Ку́на — площадь в Восточном административном округе Москвы на территории района Гольяново.

## История
Площадь была названа 28 августа 1985 года первоначально площадью Бела Куна; в феврале 1986 года название изменено на площадь Белы Куна в соответствии с нормами русского языка. Название присвоено в память о венгерском коммунисте Беле Куне (1886—1939), одном из основателей Венгерской коммунистической партии и руководителей Венгерской советской республики в 1919 году, после её падения приехавшем в Советскую Россию и участвовавшем в Гражданской войне.
В 1966 году на перекрёстке улиц Байкальская и Уральская, был открыт кинотеатр «Урал» ( с 1985 г. Белы Куна, д.1), снесённый в 2010 году (на его месте организована платная парковка). В это же время демонтировали памятную доску, установленную в 1986 году возле кинотеатра.

## Расположение
Площадь представляет собой круговой перекрёсток улиц Байкальская и Уральская, пересекающих площадь с запада на восток и с юга на север, соответственно. На 16 июля 2025 года числится одно домовладение на площади Белы Куна.

## Транспорт

### Наземный транспорт
По площади проходят маршруты автобусов № 3, 68, 171, 223, 257, 627. Название автобусной остановки — «Черницыно» (по деревне, располагавшейся в этом месте и вошедшей в состав Москвы). Севернее площади, на Уральской улице, останавливаются автобусы № 223, 257, 627; восточнее, на Байкальской улице, — № 3, 68; южнее, на Байкальской улице, — № 3, 68, 171, 223, 257, 627; западнее, на Байкальской улице, — № 171.

### Метро
Станция метро «Щёлковская» Арбатско-Покровской линии — в 700 метрах южнее площади, на пересечении Щёлковского шоссе с Уральской и 9-й Парковой улицами.